# Cuébris
Cuébris település Franciaországban, Alpes-Maritimes megyében. Lakosainak száma 132 fő (2022. január 1.). Cuébris Saint-Pierre, Ascros, La Penne, Pierrefeu, Roquestéron, Saint-Antonin, Sallagriffon és Sigale községekkel határos.

## Népesség
A település népességének változása:
| Lakosok száma | 63   | 140  | 179  | 198  | 118  | 151  | 172  | 179  | 164  | 132  |
|               | 1968 | 1982 | 1990 | 2006 | 2013 | 2015 | 2017 | 2019 | 2020 | 2022 |